# سفارة الكويت لدى السعودية
سفارة الكويت لدى السعودية هي الممثلية الدبلوماسية العليا لدولة الكويت لدى المملكة العربية السعودية. تقع السفارة في حي السفارات في الرياض.